# Gare d’Argenton-sur-Creuse
Gare d'Argenton-sur-Creuse vasútállomás Franciaországban, Argenton-sur-Creuse településen.

## Vasútvonalak
Az állomást az alábbi vasútvonalak érintik:
- Orléans–Montauban-vasútvonal
- Port-de-Piles-Argenton-sur-Creuse-vasútvonal
- Ligne d'Argenton-sur-Creuse à La Chaussée
- Ligne du Blanc à Argenton-sur-Creuse via Saint-Benoît-du-Sault

## Kapcsolódó állomások
A vasútállomáshoz az alábbi állomások vannak a legközelebb:
- Gare de Chabenet (Gare des Aubrais - Orléans, Orléans–Montauban-vasútvonal)
- Gare d’Éguzon (Gare de Montauban-Ville-Bourbon, Orléans–Montauban-vasútvonal)